# 伊戈尔·沃兹尼亚克
伊戈尔·沃兹尼亚克（羅馬化：Ihor Vozniak；1951年8月3日—），乌克兰希腊礼天主教会利沃夫大主教、至圣救主会（CSsR）会士。他于2005年起继任卢博米尔·胡萨尔担任此职。

## 外部連結
- Інформація на сайті УГКЦ （页面存档备份，存于）
- інформація на сайті РІСУ （页面存档备份，存于）
- інформація на сайті www.catholic-hierarchy.org （页面存档备份，存于）（英文）